# Mary Khan-Hohloch
Mary Khan-Hohloch, née le 25 juin 1994 à Francfort-sur-le-Main (RFA), est une femme politique allemande. Membre de l'Alternative pour l'Allemagne (AfD), elle est élue députée européenne le 9 juin 2024.

## Biographie
Par son père, Mary Khan-Hohloch est originaire du Pakistan. Elle est mariée depuis 2019 à l' homme politique de l'AfD Dennis Hohloch (de), avec qui elle a une fille. Diplômée en droit public, elle travaille de manière indépendante dans le secteur des médias,.
De 2018 à 2022, elle est porte-parole fédérale adjointe de la Jeune Alternative pour l'Allemagne, mouvement politique de jeunesse de l'AfD.
À l'approche des élections européennes de 2024, elle est réprimandée par l'AfD pour avoir fourni des informations inexactes dans son CV. En conséquence, le conseil exécutif fédéral de l'AfD décide, début octobre 2023, qu'elle ne serait pas autorisée à occuper des responsabilités au sein du parti pendant deux ans. Cependant, elle est maintenue sur la liste des candidats pour les élections européennes et est élue députée européenne le 9 juin 2024.